# Rotavirus
Een rotavirus is een virus dat vooral bij jonge kinderen overgeven en diarree veroorzaakt. Het is een van de ernstigere diarreeverwekkers in deze leeftijdsgroep. De diarree die het veroorzaakt is zowel erg besmettelijk als hevig, en houdt vaak ook lang aan. In ontwikkelingslanden overlijden naar schatting 600.000 kinderen per jaar aan een infectie met een van de drie serotypen van dit virus die bij de mens voorkomen. In Nederland en België is een rotavirus veel minder bedreigend door de betere uitgangstoestand (voeding, weerstand) van de patiëntjes en de mogelijkheid om spoedig in een ziekenhuis door middel van een infuus te worden gerehydrateerd, waardoor uitdroging wordt voorkomen. Toch is het een belangrijke oorzaak van ziekenhuisopnamen wegens diarree bij kinderen. Vrijwel ieder kind maakt echter in zijn of haar leven minstens één rotavirusinfectie door en ziekenhuisopname is gelukkig maar zelden noodzakelijk.

## Besmetting
De infectie wordt overgebracht door contact met de ontlasting (faeco-orale route, bv. door vuile luiers) of met braaksel van een patiënt waarna opname van het virus door de mond plaatsvindt. Ook is het virus overdraagbaar door handcontact. Het virus is in staat om uren te overleven, bijvoorbeeld op speelgoed.

## Beloop
Na een incubatietijd van 1-3 dagen treden meestal misselijkheid en overgeven op, daarna volgt diarree. Na een paar dagen houdt het overgeven op, waarna de diarree langzaam mindert. Toch houden veel kinderen door de schade die het virus aan het darmslijmvlies heeft aangericht nog een aantal weken een lossere ontlasting waarin nog veel onverteerd voedsel te herkennen is (erwtjes- en worteltjes-diarree).

## Behandeling
De behandeling is ondersteunend. Voldoende drinken is belangrijk, indien mogelijk met een oraal rehydratiemiddel. Als uitdroging hierdoor niet voldoende voorkomen wordt zal ziekenhuisopname met rehydratie door middel van ORS per maagsonde of per infuus nodig zijn. Er bestaat geen geneesmiddel voor het virus, maar sinds 2006 is er wel een werkzaam vaccin. Ter preventie van nieuwe gevallen moet er strikt op de handenwasdiscipline worden toegezien. Het is echter berucht moeilijk besmetting binnen een gezin (of binnen een kinderafdeling in een ziekenhuis) te voorkomen.
- Nationale Bibliotheek van Tsjechië: ph232606